# 圣庞斯拉卡尔姆
圣庞斯拉卡尔姆（法語：Saint-Pons-la-Calm，法語發音：[sɛ̃ pɔ̃s la kalm]）是法国加尔省的一个市镇，属于尼姆区。

## 地理
圣庞斯拉卡尔姆（44°6'9"N, 4°33'25"E）面积6.37 平方千米，位于法国奧克西塔尼大區加尔省，该省份为法国南部沿海省份，南端濒地中海，北起顺时针与阿尔代什省、沃克吕兹省、罗讷河口省、埃罗省、阿韦龙省和洛泽尔省接壤。
与圣庞斯拉卡尔姆接壤的市镇（或旧市镇、城区）包括：拉卡佩勒和马斯莫莱讷、卡维亚尔格、戈雅克、勒潘、萨布朗、特雷斯克。

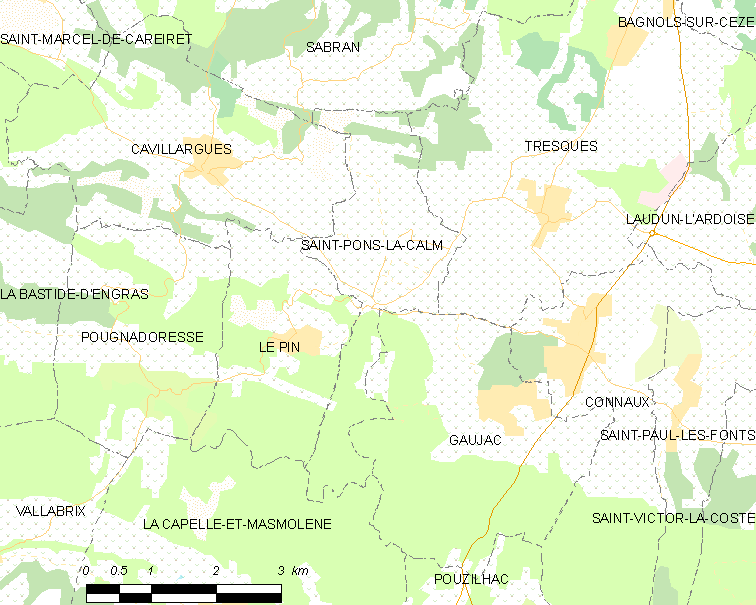
圣庞斯拉卡尔姆的OSM定位图

圣庞斯拉卡尔姆的时区为UTC+01:00、UTC+02:00（夏令时）。

## 行政
圣庞斯拉卡尔姆的邮政编码为30330，INSEE市镇编码为30292。

## 政治
圣庞斯拉卡尔姆所属的省级选区为塞兹河畔巴尼奥勒县。

## 人口

1962-2008年间圣庞斯拉卡尔姆人口变化图示

圣庞斯拉卡尔姆于2022年1月1日时的人口数量为501人。